# Fyllokinon
Fyllokinon, även känd som K-vitamin eller Fytomenadion som behövs för blodkoagulering. I maten finns fyllokinon främst i lever, njure och mörka bladgrönsaker och används även som kosttillskott. Det finns på Världshälsoorganisationens lista över viktiga läkemedel.
Fyllokinon isolerades först gången 1939 och för detta tilldelades 1943 Edward A. Doisy och Henrik Dam ett Nobelpris för upptäckten.

## Kemi
K-vitamin är ett fettlösligt vitamin som är stabilt i luft och fukt men bryts ned i solljus. Det är en polycyklisk aromatisk keton, baserad på 2-metyl-1,4-naftokinon, med en 3-fytylsubstituent. Det finns naturligt i en mängd olika gröna växter, särskilt i löv, eftersom det fungerar som en elektronacceptor under fotosyntesen och utgör en del av elektrontransportkedjan i fotosystem I.

## Biologisk funktion
Den mest kända funktionen av vitamin K hos djur är som en kofaktor vid bildandet av koagulationsfaktorer II (protrombin), VII, IX och X i levern. Det krävs också för bildandet av antikoagulerande faktorer protein C och S. Det används ofta för att behandla warfarintoxicitet, och som en motgift mot kumartetralyl.
K-vitamin krävs för benproteinbildning.

## Biosyntes

Biosyntesen av vitamin K1 via omvandlingen av korismat sker i nio steg.

Vitamin K1 syntetiseras från korismat, en förening som produceras från shikimat via shikimatvägen. Omvandlingen av korismat till vitamin K1 består av en serie av nio steg:
1. Chorismat isomeriseras till isochorismat av isochorismatsyntas eller MenF (menakinonenzym).
2. Tillsats av 2-oxoglutarat till isochorismat av PHYLLO, ett multifunktionellt protein som består av tre olika enzymatiska aktiviteter (MenD, H och C).
3. Eliminering av pyruvat med PHYLLO.
4. Aromatiseringför att ge o-succinylbensoat av PHYLLO.
5. O-succinylbensoataktivering till motsvarande CoA-ester av MenE.
6. Naftoatringbildning genom naftoatsyntas (MenB/NS).
7. Tiolytisk frisättning av CoA genom ett tioesteras (MenH).
8. Fastsättning av fytolkedja till naftoatringen (MenA/ABC4).
9. Metyleringav prekursorn vid position 3 (MenG).

Vitamin K1 krävs för växtfotosyntes, där det deltar i fotosystem i elektrontransportkedjan. Som ett resultat förekommer den rikligt i löv.

## Farmakologi
Som ett komplement används fyllokinon för att behandla vissa blödningsstörningar. Detta berör bland annat överdosering av warfarin, vitamin K-brist och obstruktiv gulsot.   Det rekommenderas också att förebygga och behandla vitamin K-bristblödning hos spädbarn. Användning rekommenderas vanligtvis genom munnen, intramuskulär injektion eller injektion under huden. När det ges genom injektion ses fördelar inom två timmar. Många länder i världen väljer intramuskulära injektioner hos nyfödda för att skydda dem från svår blödning (VKDB). Det anses vara en säker behandling och räddar varje år många barn från död och allvarligt neurologiskt underskott.

## Biverkningar
Biverkningar när de ges som injektion kan vara smärta vid injektionsstället. Allvarliga allergiska reaktioner kan uppstå när det injiceras i en ven eller muskel, men detta har främst hänt när stora doser av en viss typ av tillskott innehållande ricinolja gavs intravenöst. Användning under graviditet anses vara säker, användning är sannolikt också möjlig under amning.